# مدير مواهب
مدير المواهب معروف أيضا باسم مدير الفرقة أو مدير الفنان، هو فرد أو شركة يقوم بتوجيه وإرشاد الفنانين خلال حياتهم المهنية في صناعة الترفيه. مسؤولية مدير المواهب هي الإشراف على الشؤون التجارية يوما بعد يوم للفنان؛ المشورة المتعلقة بالأمور المهنية، خطط طويلة الأجل وقرارات شخصية قد تؤثر على حياتهم المهنية. أدوار ومسؤوليات مدير المواهب تختلف قليلا من صناعة إلى أخرى.